# Галеот
Галеот (шп. galeote, итал. galeotto; такође галијаш, галијот) је роб који весла на галијама. Обично су то били ратни заробљеници или криминалци осуђени на принудан рад на галијама.

## Историја
На античким галијама сваки веслач је био задужен за једно весло. Веслање је био посао за који је била потребна вештина, и тај посао су обављали добровољци. Међутим ако је у одређеном тренутку било потребно употребити и робове, прво им се давала слобода, а онда су слани на обуку. Међутим, како се дизајн галија мењао и више није био само један човек задужен за једно весло, него се тај број попео на 3 до 7 људи, вештина више није толико била важна, тако да је постало могуће користити робове.
Медитеранске силе су имале обичај да осуђенике кажњавају тако што ће их слати на државне галије да веслају, у почетку, само у доба ратова. Најранији записи ове праксе у Француској датирају из 1532. године, али први званични документ у коме се ова пракса помиње је Наредба из Орлеана из 1561. Године 1564. Шарл IX од Француске забрањује слање осуђеника на галије на мање од 10 година. Слова ГАЛ су означавала осуђеника на галије. Луј XIV, у жељи да има што већу флоту, издао је наредбу у којој се каже да судије треба да осуђују људе на галије кад год је то могуће, па и у доба мира; чак је захтевао да се смртна пресуда преиначи у пресуду доживотног веслања на галијама, што му је и успело, додуше, незванично. Постоји писмо које је упутио свим француским судијама у коме каже да кад год је то могуће, осуђују људе на доживотно веслање на галијама уместо на смртну казну. 
Крајем владавине Луја XIV (1715) галије се практично више нису користиле у ратне сврхе.
Галеоти су живели у очајним условима, тако да иако су неки били осуђени на само неколико година, већина њих је умирала за веслима, ако не од нехуманих услова живота, у бродоломима или у рукама непријатеља или гусара који су их убијали или мучили након заузимања галије. Такође нико није водио рачуна о томе да ли је неко издржао казну и треба да буде ослобођен, тако да су се осуде на одређено време врло често претварале у доживотне осуде, и нико то не би приметио осим самог осуђеника, који наравно, није имао никакво право гласа. Све поморске силе у току историје обично су слале на галије све „невернике“ које би заробили у ратовима. Потресно сведочанство о животу на галијама нам нуди Жан Мартеј у свом делу Дневник једног протестанта, у коме се описују страдања хугенота након поништења Натског едикта 1685.